# فوه والمزاحمتين (عمل)

خريطة للدلتا في عهد الكور الكبرى تظهر فيها حدود الكورة

أعمال فوه والمزاحمتين هو تقسيم جُغرافي مصري استُحدث في عصر الدولة الفاطمية، فقال: «وهو ما جاور خليج الإسكندرية من جهة الشمال إلى البحر الرومي وبعضه بالبر الشرقي من النيل، وحاضرته مدينة فوة». وكانت تشمل الأجزاء المحيطة بأقصى شمال فرع رشيد، الواقعة اليوم في محافظتي كفر الشيخ والبحيرة. وقد ظل العمل بهذه الأعمال قائما حتى ألغيت في بداية العصر العثماني في مصر.

## نواحي فوه والمزاحمتين

### نواحي لا زالت موجودة إلى اليوم
| المحافظة  | المركز    | القرى                                   |
| --------- | --------- | --------------------------------------- |
| البحيرة   | رشيد      | ديبه · إتفينه · منية حماد · محلة الأمير |
| البحيرة   | المحمودية | العطف                                   |
| كفر الشيخ | فوه       | فوه · سنديون                            |
| كفر الشيخ | مطوبس     | نطوبس الرمان · منية بني مرشد · بورنباره |

### نواحي اندثرت
اندثرت بعض قرى أعمال فوه والمزاحمتين اليوم مثل:
- حوض الخولي والبشقيل[4]
- دماليج[4] مع زيادة العمران تداخلت مساكنها مع مساكن مدينة فوه، وانقسمت أراضيها بين فوه وقبريط.[7]
- محلة العلوي[4] صارت تعرف حديثًا باسم كفر العلوي، وهي اليوم جزء من مدينة فوه.[8]